# بيل وايز (ممثل)
بيل وايز (بالإنجليزية: Bill Wise)‏ هو ممثل أمريكي، ولد في 6 أغسطس 1964 في ليكسينغتون في الولايات المتحدة.

## أعمال

### أفلام
- (2018) أبطال خارقون 2
- (2018) طريق الرعد

## وصلات خارجية
- بيل وايز على موقع IMDb (الإنجليزية)
- بيل وايز على موقع قاعدة بيانات الفيلم (الإنجليزية)